# گابی بالینت
گاوریل پله "گابی" بالینت (رومانیایی: Gavril Pele "Gabi" Balint؛ زادهٔ ۳ ژانویهٔ ۱۹۶۳) یک بازیکن فوتبال اهل رومانی است.
از باشگاه‌هایی که در آن بازی کرده‌است می‌توان به استوا بخارست اشاره کرد.
وی همچنین در تیم ملی فوتبال رومانی بازی کرده‌است.